# Exocelina messeri
Exocelina messeri es una especie de escarabajo del género Exocelina, familia Dytiscidae. Fue descrita científicamente por Balke en 1999.

## Distribución geográfica
Habita en Australia.